# Piano Seldon
Il piano Seldon è uno dei temi centrali dei romanzi del ciclo della Fondazione di Isaac Asimov. Creato da Hari Seldon (da cui il nome) attraverso la psicostoria, si propone di accorciare il periodo di "barbarie" tra il Primo e il Secondo Impero Galattico, riducendolo da 30.000 anni a soltanto 1000.

## Storia
L'inizio per l'attuazione del Piano è il trasferimento su Terminus della Prima Fondazione (chiamata originariamente "Fondazione Enciclopedica numero Uno"), e la contemporanea creazione della Seconda Fondazione su Star's End. Il Piano si sviluppa attraverso le cosiddette Crisi Seldon, ognuna delle quali segna un cambiamento significativo nella situazione politica e sociale della Prima Fondazione.
Durante la quinta di queste Crisi il Piano viene distrutto da un uomo (mutante) chiamato Il Mulo (Mule), che conquista, grazie ai suoi poteri di controllo mentale, la Fondazione e buona parte della Galassia, e che non era previsto (in quanto la psicostoria non può prevedere le azioni dei singoli individui). La situazione tornerà alla normalità soltanto dopo un'ottantina d'anni, grazie all'intervento della Seconda Fondazione, come narrato in L'altra faccia della spirale.
Nel 498 EF, a seguito degli eventi narrati in L'orlo della Fondazione e Fondazione e Terra, sembra che il Piano Seldon sia stato messo da parte in favore di Galaxia, una estensione del pianeta Gaia che si propone di trasformare l'intera Galassia in un unico organismo vivente, capace di immagazzinare esperienze e conoscenze e in grado di tramandarle a tutte le menti umane.

## Sviluppi
Come spiegato nei romanzi L'altra faccia della spirale e L'orlo della Fondazione, il Piano Seldon non è concepito per essere immutabile nel corso dei secoli, ma anzi ogni Oratore della Seconda Fondazione, per guadagnare il suo posto nella Tavola degli Oratori (il massimo organo della Seconda Fondazione) deve compiere un'aggiunta originale al Piano. Tali modifiche vengono compiute grazie al cosiddetto Primo Radiante, che comprende e può visualizzare l'intero Piano.
Gli uomini della Seconda Fondazione si sono inoltre posti il compito di espandere il lavoro originale di Seldon, ampliandolo oltre i mille anni inizialmente contemplati. Lo sviluppo di questo iper-piano garantì a Quintor Shandess la carica di Primo Oratore.